# Antoine Vanackère
Antoine Vanackère, connu sous le surnom "La Flingue" ou "The One", est un boxeur professionnel belge né le 27 décembre 1994 à Etterbeek. Il détient la ceinture IBO continental des poids super-légers depuis le 17 juillet 2021 et la ceinture IBF international des poids super-légers depuis le 20 avril 2024. Il est le fils du manager de 12 Rounds Promotion, Alain Vanackère, et le frère du coach de Youri Kayembe Kalenga, Nicolas Vanackère.

## Biographie

### Jeunesse
Antoine Vanackère est le fils d'Alain Vanackère, président de 12 Rounds Promotion et de Valérie Broers. Il a un frère, Nicolas, et deux sœurs, Capucine et Célestine. En 2000, il effectue son premier entrainement au One Two One de Evere. Il ne commencera pas la boxe à ce moment-là mais restera dans ce milieu, passant sa vie dans les galas et dans les salles d'entrainement grâce à son père. C'est à ses 14 ans qu'il décide de se lancer dans la boxe comme activité principale tout en faisant des études en kinésithérapie, études qu'il mettra de côté quelques années plus tard pour se consacrer entièrement à sa carrière de boxeur professionnel.

### Carrière sportive
Il effectue son premier combat amateur le 4 février 2012 à Soumagne alors âgé de 17 ans. En 2014, il devient champion de Belgique amateur dans la catégorie des moins de 64kg. La même année, Antoine gagne la médaille d'or au tournoi Hillerod après seulement 13 combats. Il participe ensuite au tournoi de qualification européen pour les Jeux olympiques de 2016 mais perd au premier tour contre l'Arménien Hovhannes Bachkov par jet d'éponge au deuxième round.
Antoine décide de passer dans les rangs professionnels en 2016 après son 28e combat amateur. Le 5 décembre 2020, lors d'un gala à huis clos, il devient champion de Belgique de la catégorie super-légers,.
Le 17 juillet 2021, lors d'un gala au Stade Roi Baudoin, Antoine disputera, contre Nazri Rahimov, un combat pour la ceinture IBO continental, qu'il gagnera par décision des juges au terme des 10 reprises.
Le 20 avril 2024, lors d'un gala au Complexe sportif de Blocry à Louvain-la-Neuve, Antoine remportera la ceinture IBF international des poids super-légers par décision unanime, dans un combat l'opposant à Arblin Kaba.

## Palmarès professionnel
| 26 combats      | 25 victoires | 1 défaites |
| Avant la limite | 14           | 1          |
| Sur décision    | 11           | 0          |

| Décision possible : KO • TKO (KO technique) • UD (décision aux points unanime) • MD (décision aux points majoritaire) • SD (décision aux points partagée) • D (match nul) • NC (sans décision) • RTD (abandon) |        |                           |      |       |                   |                                    |                                                                   |
| Résultat | Record | Adversaire                | Type | Round | Date              | Lieu                               | Notes                                                             |
| Victoire | 25-1   | Antonio Guzman            | TKO  | 1(8)  | 14 juin 2025      | Louvain-la-Neuve, Belgique         |                                                                   |
| Victoire | 24-1   | Akihiro Kondo             | UD   | 10    | 20 février 2025   | Liège, Belgique                    |                                                                   |
| Victoire | 23-1   | Rafael Hernandez          | RTD  | 8(10) | 5 octobre 2024    | Charleroi, Belgique                |                                                                   |
| Victoire | 22-1   | Arblin Kaba               | UD   | 10    | 20 avril 2024     | Louvain-la-Neuve, Belgique         | Remporte la ceinture IBF international des poids super-légers.    |
| Victoire | 21-1   | Jorick Luisetto           | KO   | 6(8)  | 25 novembre 2023  | Charleroi, Belgique                |                                                                   |
| Victoire | 20-1   | Leonardo Uzcategui        | TKO  | 2(10) | 23 avril 2023     | Charleroi, Belgique                | Conserve la ceinture IBO continental des poids super-légers.      |
| Victoire | 19-1   | Meryl Vegas               | UD   | 10    | 22 octobre 2022   | Charleroi, Belgique                | Conserve la ceinture IBO continental des poids super-légers.      |
| Victoire | 18-1   | Maxime Gilli              | TKO  | 8 (8) | 28 mai 2022       | Charleroi, Belgique                |                                                                   |
| Victoire | 17-1   | Nazri Rahimov             | UD   | 10    | 17 juillet 2021   | Bruxelles, Belgique                | Remporte la ceinture IBO continental des poids super-légers.      |
| Victoire | 16-1   | Ivan Njegac               | KO   | 1 (8) | 20 mars 2021      | Charleroi, Belgique                |                                                                   |
| Victoire | 15-1   | Brayan Mairena            | UD   | 10    | 5 décembre 2020   | Wavre, Belgique                    | Remporte le titre de champion de Belgique des poids super-légers. |
| Victoire | 14-1   | Filip Poturovic           | KO   | 1 (6) | 19 septembre 2020 | Wavre, Belgique                    |                                                                   |
| Victoire | 13-1   | Shayilanbieke Kadeerbieke | UD   | 8     | 15 février 2020   | Kuringen, Belgique                 |                                                                   |
| Victoire | 12-1   | Nicolas Barrales          | KO   | 1 (8) | 19 octobre 2019   | Charleroi, Belgique                |                                                                   |
| Victoire | 11-1   | Francisco Medel           | TKO  | 3 (6) | 12 juillet 2019   | Everett, Massachusetts, États-Unis |                                                                   |
| Victoire | 10-1   | Milos Janjanin            | UD   | 8     | 4 mai 2019        | Charleroi, Belgique                |                                                                   |
| Victoire | 9-1    | Luka Leskovic             | UD   | 6     | 22 mars 2019      | Roosdaal, Belgique                 |                                                                   |
| Défaite | 8-1    | Ruben Garcia              | KO   | 2 (8) | 15 décembre 2018  | Charleroi, Belgique                |                                                                   |
| Victoire | 8-0    | Joffrey Audenaert         | UD   | 8     | 20 octobre 2018   | Liège, Belgique                    |                                                                   |
| Victoire | 7-0    | Jordan De Simone          | TKO  | 5 (8) | 19 mai 2018       | Charleroi, Belgique                | Remporte le titre de la ligue francophone des poids super-légers. |
| Victoire | 6-0    | Petar Peric               | TKO  | 2 (8) | 16 décembre 2017  | Charleroi, Belgique                |                                                                   |
| Victoire | 5-0    | Nusmir Mesanovic          | KO   | 3 (6) | 21 octobre 2017   | Andenne, Belgique                  |                                                                   |
| Victoire | 4-0    | Robert Causevic           | UD   | 4     | 20 mai 2017       | Charleroi, Belgique                |                                                                   |
| Victoire | 3-0    | Edgars Sazanovics         | KO   | 1 (4) | 8 avril 2017      | Chatelineau, Belgique              |                                                                   |
| Victoire | 2-0    | Anto Nakic                | UD   | 4     | 17 décembre 2016  | Charleroi, Belgique                |                                                                   |
| Victoire | 1-0    | Attila Horvath            | KO   | 1 (4) | 29 octobre 2016   | Andenne, Belgique                  |                                                                   |